# Eishockey-Weltmeisterschaft 1963
Nach dem Teil-Boykott der Weltmeisterschaft im Vorjahr wegen der nichterteilten Einreisegenehmigung für DDR-Mannschaft kehrte man bei der 30. Eishockey-Weltmeisterschaft (gleichzeitig die 41. Eishockey-Europameisterschaft), die vom 7. bis 17. März 1963 in Stockholm in Schweden stattfand, wieder zur Normalität zurück, da die osteuropäischen Mannschaften wieder an den Welttitelkämpfen teilnahmen.

## Modus
Bei der Gruppeneinteilung der 21 Mannschaften (neuer Teilnehmerrekord) orientierte man sich an der Weltmeisterschaft 1961, der letzten WM vor dem Boykott. Die Ergebnisse dieser WM hinsichtlich Auf- und Abstiegs blieben dabei zumindest bei der Zusammensetzung der A-Gruppe unberücksichtigt. So durfte die Bundesrepublik, obwohl 1961 eigentlich abgestiegen, weiterhin in der A-Gruppe spielen, während Norwegen als B-Weltmeister 1961 und legitimer Aufsteiger weiter in der B-Gruppe spielen musste, obwohl darüber hinaus die Norweger auch bei der WM des Vorjahres besser platziert waren als die Westdeutschen. Dagegen wurde die Auf- und Abstiegsregelung zwischen den leistungsschwächeren Gruppen beibehalten. Österreich, 1961 Letzter der B-Gruppe, musste dieses Jahr in der C-Gruppe spielen, dafür durfte Rumänien als C-Gruppensieger 1961 in die B-Gruppe aufsteigen. Begleitet wurden die Rumänen von den Franzosen, die als C-Gruppenzweiter 1961 für die auf diese WM-verzichtenden Italiener nachrückten. Auch Jugoslawien als Dritter der C-Gruppe durfte dieses Jahr in der B-Gruppe spielen, damit die Teilnehmerzahl der B-Gruppe nicht kleiner war, als die der C-Gruppe.
Eine Auf- und Abstiegsregelung gab es in diesem Jahr nicht, da in der kommenden Saison wieder Olympische Spiele auf dem Programm standen und der Austragungsmodus des olympischen Eishockeyturniers sich von dem der reinen Weltmeisterschaft mit ihrer Gruppeneinteilung unterschied. Trotzdem war das Abschneiden bei dieser WM auch in der B- und C-Gruppe wichtig; denn da die Teilnehmerzahl beim Olympiaturnier im kommenden Jahr auf 16 Mannschaften begrenzt war, entschieden die Platzierungen bei diesen WM-Turnieren über die Teilnahmeberechtigung.

## A-Weltmeisterschaft

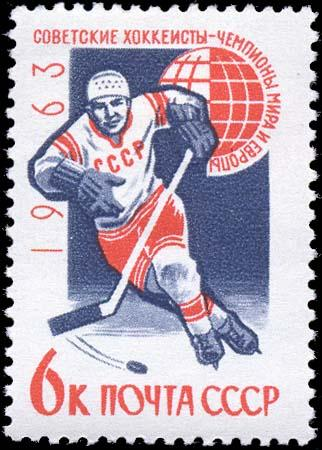
Sowjetische Briefmarke zum Gewinn der WM-Goldmedaille

Weltmeister wurde in diesem Jahr zum dritten Mal die UdSSR (gleichzeitig zum siebten Mal Europameister). Der Ausgang des Turniers war knapp; der UdSSR kam dabei entgegen, dass sich Titelverteidiger und Gastgeber Schweden im allerletzten Spiel eine unerwartete 2:3-Niederlage gegen die Tschechoslowakei leistete und bei diesem Turnier noch nicht, wie später üblich, bei Punktgleichheit der direkte Vergleich, sondern der Torquotient für die Platzierung ausschlaggebend war. Für die „Sbornaja“ war dieser Titelgewinn der Auftakt für eine absolute Dominanz im Welteishockey, welche für viele Jahre anhalten sollte und allein bei den kommenden Weltmeisterschaften neun Titelgewinne nacheinander zur Folge haben sollte. Dabei profitierten alle osteuropäischen Mannschaften vom vorgeschriebenen Amateurstatus, da deren Spieler weiterhin den Eishockeysport professionell betreiben konnten und nur auf dem Papier einen „normalen“ Beruf ausübten („Staatsamateur“). Dagegen führte vor allem in Nordamerika der aufstrebende Professionalismus durch die National Hockey League (NHL) bzw. der World Hockey Association (WHA) zu einem Ausbluten des Amateur-Eishockeys. Bei den USA waren die Folgen besonders augenscheinlich, da deren Teams in den kommenden Jahren nicht mehr um die Medaillen mitspielen konnten und zumeist um den Verbleib in der A-Gruppe kämpfen mussten (in diesem Jahr nur Siebter). Aber auch für die erfolgsverwöhnten Kanadier reichte es in der Regel bestenfalls noch für eine Bronzemedaille, zumindest an weitere Titelgewinne war nicht mehr zu denken. Nach 1969 zogen sich die Kanadier sogar für einige Jahre von der Eishockey-WM zurück, um durch ihr befürchtetes schwaches Abschneiden bei den Titelkämpfen keinen nachhaltigen Prestigeverlust für das gesamte kanadische Eishockey erleiden zu müssen. Erst nach der Wiederzulassung von Profis bei Welttitelkämpfen 1977 kehrten die „Ahornblätter“ auf die Weltbühne zurück.
Das erneut in diesem Jahr anstehende deutsch-deutsche Duell wurde diesmal nicht von einem Eklat überschattet. Es wurde von der Auswahl der Bundesrepublik gewonnen, die damit in diesem Turnier ihren einzigen Sieg feiern konnte. Im Spiel der bundesdeutschen Auswahl gegen die USA, das die BRD mit 4:8 verlor, stand mit Hans-Jörg Nagel ein gelernter Verteidiger im Tor der Deutschen, nachdem sich die beiden Torhüter des Teams, Michael Hobelsberger und Heinz Ohlber, im Spiel zuvor gegen die Schweden verletzt hatten.
Die Spiele der A-Weltmeisterschaft wurden von insgesamt 215.359 Zuschauern besucht.

### Spiele
| 7. März 1963 | Tschechoslowakei Josef Černý (4.) Jaroslav Walter (7.) Jaroslav Jiřík (16.) Luděk Bukač (21.) Jiří Dolana (26.) František Vaněk (34.) Jiří Dolana (38.) František Gregor (43.) Jaroslav Walter (49.) Jaroslav Jiřík (59.) | 10:1 (3:0, 4:1, 3:0) Spielbericht | BR Deutschland Georg Scholz (37.) | Isstadion Johanneshov, Stockholm Zuschauer: 0800 |

| 7. März 1963 | UdSSR Wladimir Jursinow (34., 38.) Wiktor Jakuschew (41.) Wiktor Kuskin (46.) Stanislaw Petuchow (51.) Weniamin Alexandrow (58.) | 6:1 (0:0, 2:0, 4:1) Spielbericht | Finnland Matti Keinonen (45.) | Isstadion Johanneshov, Stockholm Zuschauer: 5.000 |

| 7. März 1963 | Schweden Roland Stoltz (10:36) Uno Öhrlund (19:51) Hans Mild (50:47) Uno Öhrlund (53:46) Bertil Karlsson (54:44) | 5:1 (2:1, 0:0, 3:0) Spielbericht | DDR Joachim Franke (18:20) | Isstadion Johanneshov, Stockholm Zuschauer: 12.000 |

| 8. März 1963 12:00 Uhr | Finnland Raimo Kilpiö (1.) Matti Keinonen (18.) Jouni Seistamo (19.) Seppo Nikkilä (24.) Kalevi Numminen (27.) Seppo Nikkilä (28.) Matti Keinonen (30.) Seppo Nikkilä (32.) Raimo Kilpiö (38.) Matti Keinonen (48., 51.) | 11:3 (3:1, 6:1, 2:1) Spielbericht | USA John Poole (6.) Michaud (32.) Marshall Tschida (41.) | Stockholm Zuschauer: 4.000 |

| 8. März 1963 16:00 Uhr | Kanada Walter Peacosh (2.) Harold Jones (7.) Jackie McLeod (27.) Harry Smith (41.) Walter Peacosh (56.) Bob McKnight (58.) | 6:0 (2:0, 1:0, 3:0) | BR Deutschland | Stockholm Zuschauer: 1.500 |

| 8. März 1963 20:00 Uhr | Schweden Lars-Eric Lundvall (30.) Nils Nilsson (35.) | 2:1 (0:1, 2:0, 0:0) Spielbericht | UdSSR Wjatscheslaw Starschinow (13.) | Stockholm Zuschauer: 17.000 |

| 9. März 1963 | Kanada Jackie McLeod (10.) Norm Lenardon (13.) Adolph Tambellini (19.) Pinoke McIntyre (22.) Adolph Tambellini (26.) George Ferguson (35.) Bob Forhan (36.) George Ferguson (54.) Adolph Tambellini (55.) Eddie Pollelsel (57.) Walter Peacosh (60.) | 11:5 (3:4, 4:1, 4:0) Spielbericht | DDR Joachim Ziesche (1.) Wolfgang Plotka (2.) Manfred Buder (4.) Manfred Buder (5.) Helmut Novy (23.) | Stockholm Zuschauer: 5.000 |

| 9. März 1963 | Tschechoslowakei Ján Starší (2.) Josef Černý (2.) František Tikal (10.) Josef Černý (15.) Rudolf Potsch (19.) Luděk Bukač (21., 24.) František Tikal (27.) Miroslav Vlach (37.) Ján Starší (55.) | 10:1 (5:0, 4:0, 1:1) Spielbericht | USA John Poole (43.) | Stockholm Zuschauer: 3.000 |

| 10. März 1963 | UdSSR Wiktor Jakuschew (1.) Weniamin Alexandrow (5., 13.) Wladimir Jursinow (16.) Stanislaw Petuchow (18.) Wjatscheslaw Starschinow (32.) Stanislaw Petuchow (34.) Nikolai Sologubow (36.) Eduard Iwanow (38.) Boris Majorow (44.) Juri Wolkow (44.) Jewgeni Majorow (49., 53.)1 Juri Wolkow (54.) Boris Majorow (59.) | 15:3 (5:2, 4:0, 6:1) Spielbericht | BR Deutschland Josef Reiff (3.) Peter Rohde (4.) Kurt Sepp (50.) | Stockholm |

1Für eines der Tore wird nach anderen Quellen Boris Majorow als Torschütze angegeben
| 10. März 1963 | Tschechoslowakei Jaroslav Jiřík (4.) Jiří Dolana (24.) Miroslav Vlach (30.) Jiří Dolana (32.) František Tikal (34.) Jiří Dolana (35.) Miroslav Vlach (45.) Jiří Dolana (49.) | 8:3 (1:3, 5:0, 2:0) Spielbericht | DDR Manfred Buder (9.) Gerhard Klügel (10.) Gerhard Klügel (15.) | Stockholm Zuschauer: 3.000 |

| 10. März 1963 | Schweden Carl-Göran Öberg Hans Mild (28.) Ulf Sterner (52.) Carl-Göran Öberg (58.) | 4:0 (1:0, 1:0, 2:0) Spielbericht | Finnland | Stockholm Zuschauer: 15.000 |

| 11. März 1963 | Finnland Raimo Kilpiö (21.) Matti Reunamäki (22.) Heino Pulli (26., 34.) | 4:4 (0:2, 4:1, 0:1) Spielbericht | BR Deutschland Georg Scholz (4., 17.) Peter Lax (38.) Helmut Zanghellini (54.) | Stockholm Zuschauer: 1.800 |

| 11. März 1963 | Kanada Jackie McLeod (11.) Harry Smith (23., 24.) Harold Jones (30.) Jackie McLeod (36.) Adolph Tambellini (48.) Pinoke McIntyre (54.) Gerry Penner (57.) Pinoke McIntyre (59.) Adolph Tambellini (59.) | 10:4 (1:2, 4:1, 5:1) Spielbericht | USA Jack Kirrane (2.) Don Norqual (8.) Marshall Tschida (36.) Tom Mustonen (59.) | Stockholm Zuschauer: 5.500 |

| 12. März 1963 | UdSSR Eduard Iwanow (8.) Wjatscheslaw Starschinow (11.) Stanislaw Petuchow (13.) Juri Wolkow (13.) Boris Majorow (23.) Juri Wolkow (33.) Wjatscheslaw Starschinow (35.) Wladimir Jursinow (38.) Alexander Almetow (44., 53.) Eduard Iwanow (57.) Weniamin Alexandrow (59.) | 12:0 (4:0, 4:0, 4:0) Spielbericht | DDR | Stockholm Zuschauer: 5.500 |

| 12. März 1963 | Tschechoslowakei Jaroslav Walter (20.) Vlastimil Bubník (29.) František Vaněk (33.) Jaroslav Jiřík (53.) | 4:4 (2:1, 1:2, 1:1) Spielbericht | Kanada Harold Jones (7.) Harold Jones (31.) Walter Peacosh (36.) Adolph Tambellini (43.) | Stockholm Zuschauer: 17.000 |

| 12. März 1963 | Schweden Nils Nilsson (2.) Uno Öhrlund (8.) Ronald Pettersson (10.) Ulf Sterner (12.) Uno Öhrlund (13.) Nils Nilsson (19.) Sven Tumba Johansson (21., 27.) Uno Öhrlund (27.) Bert-Olav Nordlander (38.) Hans Mild (43.) Carl-Göran Öberg (46.) Ulf Sterner (49.) Sven Tumba Johansson (56.) Ronald Pettersson (57.) Nils Nilsson (57.) Carl-Göran Öberg (60.) | 17:2 (6:0, 4:1, 7:1) Spielbericht | USA John Poole (21.) Tom Mustonen (55.) | Stockholm Zuschauer: 16.000 |

| 13. März 1963 | Finnland | 0:1 (0:0, 0:0, 0:1) Spielbericht | DDR Helmut Novy (58:48) | Stockholm Zuschauer: 2.500 |

| 13. März 1963 | Schweden Nils Nilsson (2.) Carl-Göran Öberg (22.) Hans Mild (26.) Johansson (38.) Lars-Eric Lundvall (43.) Eilert Määttä (47.) Ulf Sterner (50.) Ronald Pettersson (54.) Lars-Eric Lundvall (58.) Nils Nilsson (58.) | 10:2 (1:2,3:0,6:0) Spielbericht | BR Deutschland Peter Rohde Manfred Gmeiner | Stockholm Zuschauer: 12.000 |

| 14. März 1963 | USA John Poole (10.) Bill Daley (27.) Quinn (30., 34.) Marshall Tschida (45.) Tom Mustonen (46.) John Poole (49.) Bill Daley (51.) | 8:4 (1:1, 3:1, 4:2) Spielbericht | BR Deutschland Peter Rohde (14.) Kurt Sepp (32.) Josef Reiff (48.) Heinz Bader (56.) | Stockholm Zuschauer: 0900 |

| 14. März 1963 | UdSSR Alexander Almetow (5.) Jewgeni Majorow (38.) Wjatscheslaw Starschinow (60.) | 3:1 (1:1, 1:0, 1:0) Spielbericht | Tschechoslowakei Rudolf Potsch (15.) | Stockholm Zuschauer: 17.000 |

| 14. März 1963 | Kanada Gerry Penner (4.) Fred Fletcher (6.) Bob McKnight (7.) Harold Jones (16.) Bob Forhan (28.) Harold Jones (30., 41.) Bob Forhan (47., 48.) Gerry Penner (49.) Fred Fletcher (58.) Norm Lenardon (59.) | 12:2 (4:0,2:1,6:1) Spielbericht | Finnland Jarmo Wasama (40.) Pentti Hyytiäinen (49.) | Stockholm |

| 15. März 1963 | UdSSR Alexander Ragulin (14.) Wiktor Jakuschew (16.) Alexander Ragulin (19.) Wladimir Jursinow (30.) Alexander Almetow (31.)2 Wiktor Jakuschew (32.) Jewgeni Majorow (33.) Alexander Almetow (36.)2 Wjatscheslaw Starschinow (48.) | 9:0 (3:0, 5:0, 1:0) Spielbericht | USA | Stockholm Zuschauer: 3.000 |

2Für eines der Tore von Almetow wird nach anderen Quellen Juri Wolkow als Torschütze angegeben, während neben dem ND andere die obige Angabe stützen.
| 15. März 1963 | Tschechoslowakei Jiří Dolana (8.) Josef Černý (10.) Stanislav Prýl (23.) Miroslav Vlach (26.) František Tikal (51.) | 5:2 (2:0, 2:1, 1:1) Spielbericht | Finnland Matti Keinonen (29.) Kalevi Numminen (49.) | Stockholm Zuschauer: 8.000 |

| 15. März 1963 | Schweden Ulf Sterner (18.) Ulf Sterner (54., 59.) Sven Tumba Johansson (60.) | 4:1 (1:0, 0:1, 3:0) Spielbericht | Kanada Fred Fletcher (39.) | Stockholm Zuschauer: 17.000 |

| 16. März 1963 | DDR Joachim Ziesche (23.) Joachim Ziesche (34.) Bernd Poindl (47.) | 3:4 (0:2, 2:1, 1:1) Spielbericht | BR Deutschland Peter Rohde (19.) Ernst Köpf (20.) Georg Scholz (30.) Ernst Trautwein (58:44) | Isstadion Johanneshov, Stockholm Zuschauer: 5.000 |

| 17. März 1963 | USA Tom Mustonen (10.) Marshall Tschida (14:09) Marshall Tschida (59:42) | 3:3 (2:0, 0:0, 1:3) Spielbericht | DDR Joachim Ziesche (42.) Joachim Franke (50.) Dieter Kraatzsch (52.) | Stockholm Zuschauer: 3.000 |

| 17. März 1963 | Schweden Nils Johansson (15.) Sven Tumba Johansson (46.) | 2:3 (1:0, 0:3, 1:0) Spielbericht | Tschechoslowakei Miroslav Vlach (28.) Stanislav Sventek (35.) Jiří Dolana (36.) | Stockholm Zuschauer: 17.000 |

| 17. März 1963 | UdSSR Alexander Almetow (2.) Eduard Iwanow (7.) Juri Wolkow (18.) Wjatscheslaw Starschinow (32.) | 4:2 (3:0, 1:0, 0:2) Spielbericht | Kanada Fred Fletcher (60.) Jack McLeod (60.) | Stockholm Zuschauer: 17.000 |

### Abschlusstabelle der A-WM
| Pl. |                  | Sp | S | U | N | Tore  | Diff | Punkte |
| 1.  | UdSSR            | 7  | 6 | 0 | 1 | 50:09 | +41  | 12:02  |
| 2.  | Schweden         | 7  | 6 | 0 | 1 | 44:10 | +34  | 12:02  |
| 3.  | Tschechoslowakei | 7  | 5 | 1 | 1 | 41:16 | +25  | 11:03  |
| 4.  | Kanada           | 7  | 4 | 1 | 2 | 46:23 | +23  | 09:05  |
| 5.  | Finnland *       | 7  | 1 | 1 | 5 | 20:35 | −15  | 03:11  |
| 6.  | DDR *            | 7  | 1 | 1 | 5 | 16:43 | −27  | 03:11  |
| 7.  | USA *            | 7  | 1 | 1 | 5 | 21:64 | −43  | 03:11  |
| 8.  | BR Deutschland * | 7  | 1 | 1 | 5 | 18:56 | −38  | 03:11  |

* über die Rangfolge entschied der Torquotient

#### Beste Scorer
| Spieler                  | Team             | Tore | Assists | Punkte |
| ------------------------ | ---------------- | ---- | ------- | ------ |
| Harold Jones             | Kanada           | 7    | 5       | 12     |
| Wladimir Jursinow        | UdSSR            | 5    | 7       | 12     |
| Jackie McLeod            | Kanada           | 5    | 7       | 12     |
| Marshall Tschida         | USA              | 4    | 8       | 12     |
| Tumba Johansson          | Schweden         | 3    | 9       | 12     |
| Wjatscheslaw Starschinow | UdSSR            | 8    | 3       | 11     |
| Alexander Almetow        | UdSSR            | 6    | 5       | 11     |
| Adolph Tambellini        | Kanada           | 6    | 5       | 11     |
| Jiří Dolana              | Tschechoslowakei | 8    | 2       | 10     |
| Weniamin Alexandrow      | UdSSR            | 4    | 6       | 10     |

#### Meistermannschaften
| Platzierung    | Mannschaft       | Spieler |
| -------------- | ---------------- | --- |
| Goldmedaille   | UdSSR            | Wiktor Konowalenko, Boris Saizew; Eduard Iwanow, Alexander Ragulin, Nikolai Sologubow, Wiktor Kuskin, Witali Dawydow; Wladimir Jursinow, Weniamin Alexandrow, Alexander Almetow, Boris Majorow, Jewgeni Majorow, Wjatscheslaw Starschinow, Stanislaw Petuchow, Wiktor Jakuschew, Juri Wolkow, Juri Paramoschkin Trainerstab: Anatoli Tarassow und Arkadi Tschernyschow                  |
| Silbermedaille | Schweden         | Lennart Häggroth, Kjell Svensson – Gert Blomé, Nils Johansson, Bert-Olav Nordlander, Roland Stoltz – Per-Olof Härdin, Lars-Eric Lundvall, Hans Mild, Eilert Määttä, Nils Nilsson, Ronald Pettersson, Ulf Sterner, Sven Tumba Johansson, Carl-Göran Öberg, Uno Öhrlund, Bertil Karlsson Trainer: Arne Strömberg                                                                          |
| Bronzemedaille | Tschechoslowakei | Josef Mikoláš, Vladimír Dzurilla – Stanislav Sventek, František Tikal, Rudolf Potsch, Jan Kasper, František Gregor – Vlastimil Bubník, Luděk Bukač, Miroslav Vlach, Ján Starší, Josef Černý, Jiří Dolana, Jaroslav Walter, Jaroslav Jiřík, Stanislav Prýl, František Vaněk Trainer: Jiří Anton                                                                                          |
| 4.             | Kanada           | Trail Smoke Eaters: Seth Martin, Reno Zanier – Harry Smith, Fred Fletcher, George Ferguson, Ted Maki, Ed Pollesel – Jack McLeod, Harold Jones, Pinoke McIntyre, Gerry Penner, Howie Hornby, Walter Peacosh, Bob Forhan, Adolph Tambellini, Robert McKnight, Norm Lenardon Trainer: Robert Kromm                                                                                         |
| 5.             | Finnland         | Juhani Lahtinen, Urpo Ylönen – Kalevi Numminen, Jarmo Wasama, Matti Lampainen, Rauno Lehtiö, Jorma Suokko, Ilkka Mesikämmen – Matti Keinonen, Raimo Kilpiö, Heino Pulli, Matti Reunamäki, Pentti Hyytiäinen, Jouni Seistamo, Esko Luostarinen, Pentti Rautalin, Seppo Nikkilä Trainerstab: Joe Wirkkunen, Aarne Hokavaara                                                               |
| 6.             | DDR              | Peter Kolbe3, Klaus Hirche1 – Heinz Kuczera1, Heinz Schildan1, Jürgen Schmutzler2, Dieter Voigt2, Horst Heinze1 – Erich Novy1, Manfred Buder1, Joachim Franke1 – Gerhard Klügel2, Joachim Ziesche2, Dieter Kraatzsch3 – Rainer Tudyka1, Helmut Novy1, Bernd Poindl1, Wolfgang Plotka2 1 – Dynamo Weißwasser, 2 – SC Dynamo Berlin, 3 – Vorwärts Crimmitschau                            |
| 7.             | USA              | Ron Chisholm, Charles Driscoll; Frank Silka, John Warchol; Marshall Tschida, John Poole, Tom Mustonen, Michaud, Jack Kirrane, Don Norqual, Bill Daley, Chuck McCarthy |
| 8.             | BR Deutschland   | Heinz Ohlber5, Michael Hobelsberger4, Hansjörg Nagel1 – Sylvester Wackerle4, Paul Ambros1, Hans Rampf2, Heinz Bader2 – Ernst Trautwein1, Helmut Zanghellini1, Ernst Köpf1 – Manfred Gmeiner1, Peter Rohde3, Kurt Sepp3 – Peter Lax2, Josef Reiff2, Siegfried Schubert1, Georg Scholz1 1 – EV Füssen, 2 – EC Bad Tölz, 3 – Mannheimer ERC, 4 – SC Riessersee, 5 – TuS Eintracht Dortmund |

### Abschlussplatzierung der EM
| RF             | Mannschaft       |
| -------------- | ---------------- |
| Goldmedaille   | UdSSR            |
| Silbermedaille | Schweden         |
| Bronzemedaille | Tschechoslowakei |
| 4.             | Finnland         |
| 5.             | DDR              |
| 6.             | BR Deutschland   |

### Auf- und Absteiger
| Auf- und Abstiegsregelung: | aufgrund des olympischen Eishockeyturniers 1964 gibt es keine Auf- und Abstiegsregelung                                |
| qualifiziert für Olympia:  | alle A-Gruppen-Teams, allerdings müssen die DDR und die BR Deutschland noch eine innerdeutsche Qualifikation austragen |

## B-Weltmeisterschaft
in Stockholm, Schweden

### Spiele
| 7. März 1963 | Schweiz | 8:0 (3:0, 2:0, 3:0) | Großbritannien | Stockholm |

| 7. März 1963 | Polen | 3:4 (0:3, 1:1, 2:0) | Rumänien | Stockholm |

| 8. März 1963 | Norwegen | 8:2 (1:1, 1:0, 6:1) | Frankreich | Stockholm |

| 8. März 1963 | Schweiz | 8:1 (4:0, 3:1, 1:0) | Jugoslawien | Stockholm |

| 8. März 1963 | Rumänien | 8:1 (2:0, 3:1, 3:0) | Großbritannien | Stockholm |

| 9. März 1963 | Norwegen | 2:6 (0:2, 1:3, 1:1) | Polen | Stockholm |

| 9. März 1963 | Jugoslawien | 7:3 (4:0, 0:2, 3:1) | Frankreich | Stockholm |

| 10. März 1963 | Schweiz | 4:4 (1:1, 1:1, 2:2) | Rumänien | Stockholm |

| 10. März 1963 | Polen | 10:0 (3:0, 1:0, 6:0) | Großbritannien | Stockholm |

| 11. März 1963 | Schweiz | 5:0 (2:0, 1:0, 2:0) | Frankreich | Stockholm |

| 11. März 1963 | Rumänien | 7:4 (1:1, 2:1, 4:2) | Jugoslawien | Stockholm |

| 11. März 1963 | Norwegen | 9:2 (2:0, 4:1, 3:1) | Großbritannien | Stockholm |

| 12. März 1963 | Polen | 10:1 (2:0, 4:1, 4:0) | Frankreich | Stockholm |

| 12. März 1963 | Norwegen | 7:3 (1:0, 2:1, 4:2) | Jugoslawien | Stockholm |

| 13. März 1963 | Schweiz | 2:1 (1:0, 0:1, 1:0) | Polen | Stockholm |

| 14. März 1963 | Rumänien | 5:0 (1:0, 2:0, 2:0) | Frankreich | Stockholm |

| 14. März 1963 | Jugoslawien | 4:2 (2:0, 1:0, 1:2) | Großbritannien | Stockholm |

| 14. März 1963 | Norwegen | 4:1 (1:0, 2:0, 1:1) | Schweiz | Stockholm |

| 16. März 1963 | Polen | 22:4 (6:1, 5:3, 11:0) | Jugoslawien | Stockholm |

| 16. März 1963 | Frankreich | 8:3 (3:1, 2:0, 3:2) | Großbritannien | Stockholm |

| 16. März 1963 | Norwegen | 5:1 (2:1, 0:0, 3:0) | Rumänien | Stockholm |

### Abschlusstabelle
| Pl. |                | Sp | S | U | N | Tore  | Diff | Punkte |
| 1.  | Norwegen       | 6  | 5 | 0 | 1 | 35:15 | +20  | 10:02  |
| 2.  | Schweiz        | 6  | 4 | 1 | 1 | 28:10 | +18  | 09:03  |
| 3.  | Rumänien       | 6  | 4 | 1 | 1 | 29:17 | +12  | 09:03  |
| 4.  | Polen          | 6  | 4 | 0 | 2 | 52:13 | +39  | 08:04  |
| 5.  | Jugoslawien    | 6  | 2 | 0 | 4 | 23:49 | −26  | 04:08  |
| 6.  | Frankreich     | 6  | 1 | 0 | 5 | 14:38 | −24  | 02:10  |
| 7.  | Großbritannien | 6  | 0 | 0 | 6 | 08:47 | −39  | 00:12  |

### Auf- und Absteiger
| B-Weltmeister 1963:                        | Norwegen                                                                                |
| Auf- und Abstiegsregelung:                 | aufgrund des olympischen Eishockeyturniers 1964 gibt es keine Auf- und Abstiegsregelung |
| qualifiziert für Olympia:                  | Norwegen, Schweiz, Rumänien, Polen                                                      |
| qualifiziert für die Olympiaqualifikation: | Jugoslawien, Frankreich, Großbritannien                                                 |

## C-Weltmeisterschaft

### Spiele
| 7. März 1963 | Ungarn | 25:1 (10:0, 8:0, 7:1) | Belgien |  |

| 7. März 1963 | Österreich | 13:2 13:2 (5:0,3:2,5:0) | Dänemark |  |

| 8. März 1963 | Bulgarien | 3:3 (2:1, 1:1, 0:1) | Niederlande |  |

| 9. März 1963 | Österreich | 3:1 (1:1, 2:0, 0:0) | Ungarn |  |

| 10. März 1963 | Bulgarien | 7:3 7:3 (2:1, 2:2, 3:0) | Belgien |  |

| 10. März 1963 | Dänemark | 4:1 (2:0, 1:1, 1:0) | Niederlande |  |

| 11. März 1963 | Österreich | 13:2 (4:1, 5:1, 4:0) | Niederlande |  |

| 12. März 1963 | Ungarn | 10:3 (3:0, 3:1, 4:2) | Dänemark |  |

| 12. März 1963 | Österreich | 30:0 (8:0, 11:0, 11:0) | Belgien |  |

| 13. März 1963 | Dänemark | 5:4 (1:1, 3:2, 1:1) | Bulgarien |  |

| 13. März 1963 | Niederlande | 13:1 (4:0, 2:1, 7:0) | Belgien |  |

| 14. März 1963 | Österreich | 3:2 (2:1, 0:1, 1:0) | Bulgarien |  |

| 15. März 1963 | Ungarn | 13:2 (3:2, 3:0, 7:0) | Niederlande |  |

| 15. März 1963 | Dänemark | 8:3 (6:3, 1:0, 1:0) | Belgien |  |

| 16. März 1963 | Ungarn | 8:3 (1:1, 2:2, 5:0) | Bulgarien |  |

### Abschlusstabelle
| Pl. |             | Sp | S | U | N | Tore  | Diff | Punkte |
| 1.  | Österreich  | 5  | 5 | 0 | 0 | 62:07 | +55  | 10:0   |
| 2   | Ungarn      | 5  | 4 | 0 | 1 | 57:12 | +45  | 08:02  |
| 3   | Dänemark    | 5  | 3 | 0 | 2 | 22:31 | −9   | 06:04  |
| 4   | Bulgarien   | 5  | 1 | 1 | 3 | 19:22 | −3   | 03:07  |
| 5   | Niederlande | 5  | 1 | 1 | 3 | 21:34 | −13  | 03:07  |
| 6   | Belgien     | 5  | 0 | 0 | 5 | 08:83 | −75  | 00:10  |

### Auf- und Absteiger
| C-Weltmeister 1963:                        | Österreich                                                                              |
| Auf- und Abstiegsregelung:                 | aufgrund des olympischen Eishockeyturniers 1964 gibt es keine Auf- und Abstiegsregelung |
| qualifiziert für Olympia:                  | Österreich (als Veranstalter)                                                           |
| qualifiziert für die Olympiaqualifikation: | Ungarn, Dänemark                                                                        |